# ¿Dónde jugarán los niños?
¿Dónde jugarán los niños? es el nombre del tercer álbum de estudio de la banda de rock mexicana Maná, lanzado al mercado el 27 de octubre de 1992, dos años después de su anterior disco Falta amor (1990). Se publicó simultáneamente en más de 40 países. Es para algunos el mejor disco del grupo, ya que incluye éxitos como Oye mi amor, Cachito, Vivir sin aire, Te lloré un río, De pies a cabeza y Como te deseo. Ha vendido hasta el momento 13 millones de copias a nivel mundial.
Este disco fue el único de la carrera de Maná como quinteto, ya que contó con Iván González en los teclados y César López "Vampiro" (ex Azul Violeta, Jaguares) como guitarra, quienes posteriormente abandonaron la banda en 1994.

## Lista de canciones
| N.º | Título                      | Escritor(es)                | Duración |  |
| 1.  | «De pies a cabeza»          | Fher Olvera · Álex González | 4:36     |  |
| 2.  | «Oye mi amor»               | Fher Olvera · Álex González | 4:32     |  |
| 3.  | «Cachito»                   | Fher Olvera · Álex González | 4:52     |  |
| 4.  | «Vivir sin aire»            | Fher Olvera                 | 4:52     |  |
| 5.  | «¿Dónde jugarán los niños?» | Fher Olvera · Álex González | 4:20     |  |
| 6.  | «El desierto»               | Fher Olvera · Álex González | 4:12     |  |
| 7.  | «La chula»                  | Fher Olvera · Álex González | 4:12     |  |
| 8.  | «Cómo te deseo»             | Fher Olvera                 | 4:30     |  |
| 9.  | «Te lloré un río»           | Fher Olvera                 | 4:52     |  |
| 10. | «Cómo diablos»              | Fher Olvera                 | 3:54     |  |
| 11. | «Huele a tristeza»          | Fher Olvera                 | 4:50     |  |
| 12. | «Me vale»                   | Álex González               | 4:32     |  |

| Bonustracks en la reedición de 1994: |                         |                             |          |  |
| N.º                                  | Título                  | Escritor(es)                | Duración |  |
| 13.                                  | «Cómo te deseo» (Remix) | Fher Olvera                 | 4:50     |  |
| 14.                                  | «La chula» (Remix)      | Fher Olvera · Álex González | 5:55     |  |

## Personal
- Fher Olvera - Voz principal, Guitarra acústica y eléctrica, armónica, Coros
- César "Vampiro" López - Guitarra eléctrica y acústica
- Iván González - Piano, Órgano Hammond B-3, Sintetizadores
- Juan Diego Calleros - Bajo eléctrico, Contrabajo
- Álex González - Batería, Percusión, Voz principal en "Me vale", Coros

## Listas de posiciones
| Lista (1992)                    | Posición |
| ------------------------------- | -------- |
| U.S. Billboard Top Latin Albums | 4        |
| U.S. Billboard Latin Pop Albums | 2        |